# Холст, Пал Кристиан
Пал Кристиан Холст (норв. Poul Christian Holst; 21 января 1776, Рёйкен, Бускеруд — 7 августа 1863, Христиания) — норвежский политический и государственный деятель, премьер-министр Норвегии в Стокгольме (1827), депутат Стортинга (1814), юрист, адвокат, судья, кандидат юридических наук.

## Биография
Сын приходского священника. До 1798 года изучал теологию и право в Копенгагенском университете. В 1806 году работал судебным приставом в Акерсхусе. В 1813 году был назначен исполняющим обязанности окружного губернатора в Акерсхусе.
В марте 1814 года стал членом Высшего уголовного суда Христиании. Участвовал в переговорах с Данией об урегулировании долга после Кильского договора.
В 1814 году был министом финансов и налогов Норвегии, статс-секретарем в 1814–1822 годах, членом Государственного совета в Стокгольме (1823–1844), морским министром (1824–1825), министром юстиции (1825–1826, 1827–1832, 1833–1836 и 1837–1838), министром просвещения и церковных дел (1822–1823, 1835, 1836–1839, 1840–1843 и 1844–1848), министром аудита Норвегии (1852–1853).
В 1827 году был назначен премьер-министром Норвегии.

## Награды
- орден Святого Олафа
- орден Полярной звезды
- медаль «За выдающиеся гражданские достижения»